# Roberto Vásquez
Roberto Vásquez est un boxeur panaméen né le 26 mai 1983 à Panama City.

## Carrière
Passé professionnel en 2001, il remporte le titre vacant de champion du monde des poids mi-mouches WBA le 29 avril 2005 après sa victoire par KO au 10e round contre Beibis Mendoza. Vásquez conserve son titre face à Jose Antonio Aguirre, Nerys Espinoza et Noel Arambulet puis le laisse à son tour vacant après ce combat pour boxer en poids mouches. Il sera battu par Takefumi Sakata le 1er juillet 2007 pour le titre mondial WBA de cette catégorie.